# Mandrin d'Eschmann
Pour les articles homonymes, voir Mandrin.

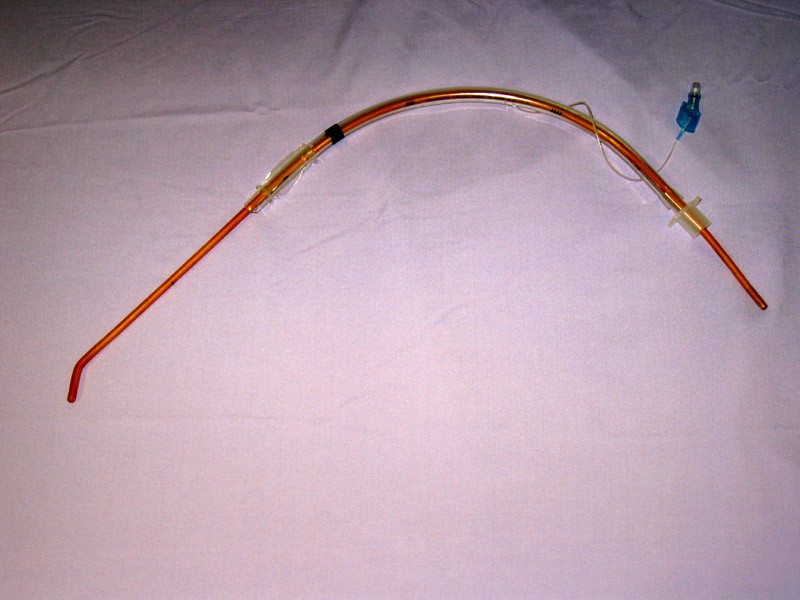
Mandrin d'Eschmann à l'intérieur d'une sonde d'intubation trachéale.

Le terme de mandrin « d'Eschmann » désigne généralement les mandrins longs béquillés, permettant une intubation trachéale sous laryngoscopie directe en cas de difficulté de visualisation de l'orifice glottique (patients du grade de Cormack et Lehane 2 et 3).
Ce sont des mandrins longs et flexibles, dont l'extrémité distale est recourbée dans les derniers centimètres. Certains sont creux et permettent une oxygénation pendant la procédure d'intubation de la trachée.
L'efficacité d'un mandrin flexible long semble supérieure à celle d'un mandrin semi-rigide court comme aide à l'intubation lors d'une difficulté d'exposition de la glotte.